# Narodowy Uniwersytet Techniczny Ukrainy Politechnika Kijowska
Narodowy Uniwersytet Techniczny Ukrainy Politechnika Kijowska (ukr. Національний технічний університет України «Київський політехнічний інститут імені Ігоря Сікорського», КПІ) – największa ukraińska uczelnia techniczna, założona w 1898 roku w Kijowie.

## Historia
- 1898 – zatwierdzenie utworzenia Kijowskiego Instytutu Politechnicznego przez ostatniego cara Rosji Mikołaja II. Początek prac ziemnych na terenie poligonu Szuliawka. Pierwszy rok akademicki w wynajętych pomieszczeniach rozpoczyna 360 studentów.
- 1899 – oddany do użytkowania wydział chemiczny, warsztaty mechaniczne i domy dla wykładowców.
- 1902 – oddano do eksploatacji główny gmach Politechniki. Na uczelni uczy się 1200 studentów.
- 1903 – pierwsi absolwenci KPI. Są wśród nich Polacy.
- 1918 – I wojna światowa i częste zmiany władzy w Kijowie powodują wstrzymanie działalności uczelni. Liczni polscy studenci i absolwenci wyjeżdżają do odrodzonej Polski.
- 1920–1940 – w miarę rozwoju Kijowski Instytut Politechniczny (od 1934 Kijowski Instytut Industrialny) stał się bazą powstania ośmiu nowych uczelni technicznych w Kijowie. Między innymi na bazie wydziałów budownictwa przemysłowego i budownictwa komunalnego w 1930 roku powstaje Kijowski Narodowy Uniwersytet Budownictwa i Architektury (KNUCA), zaś w 1933 roku na bazie wydziału lotnictwa – Kijowski Instytut Inżynierów Lotnictwa Cywilnego (KIIGA), obecnie – Akademia Lotnicza.
- 1941 – uczelnia zostaje ewakuowana do Taszkentu.
- 1943 – odbudowa zrujnowanych budynków KPI.
- 1944 – wznowienie działalności uczelni.
- 1975–1985 – szybki rozwój i rozbudowa KPI. Łączna powierzchnia uczelni rośnie z 41 ha do 104 ha, zaś powierzchnia pomieszczeń dydaktycznych rośnie ze 20 tys. m kw. do 320 tys. m kw. Politechnika daje początek 4 nowym uczelniom.
- 1995 – prezydent Ukrainy nadaje KPI status autonomicznej uczelni i nazwę: Narodowy Uniwersytet Techniczny Ukrainy – „Kijowski Instytut Politechniczny”.
- 1998 – Politechnika obchodzi stulecie istnienia.

## Politechnika Kijowska w liczbach
- 40 tys. studentów
- 2700 pracowników naukowych, w tym ponad 270 profesorów, w tym 44 członków Akademii Nauk Ukrainy
- 96 specjalności
- 154 katedr
- 20 wydziałów
- 9 instytutów dydaktyczno-naukowych
- 13 instytutów naukowo-badawczych
- 30 budynków dydaktycznych
- 22 domy studenckie

## Słynne nazwiska związane z Politechniką Kijowską
- Michał Butkiewicz – polski inżynier, kolejarz, działacz państwowy II Rzeczypospolitej (minister)
- Iwan Feszczenko-Czopiwski – ukraiński inżynier metaloznawca i metalurg działający w Polsce, profesor Akademii Górniczej w Krakowie
- Dmitrij Grigorowicz – konstruktor łodzi latających
- Konstanty Hrynakowski – polski chemik, farmaceuta i krystalograf
- Siergiej Korolow – konstruktor, ojciec radzieckiej kosmonautyki
- Kazimierz Kunicki – polski dowódca wojskowy, podporucznik pilot Wojska Polskiego II RP
- Juliusz Lubicz-Lisowski – polski aktor, teatralny, filmowy i telewizyjny, reżyser
- Dmitrij Mendelejew – twórca układu okresowego
- Borys Paton – twórca metod spawania elektrycznego i podstaw projektowania konstrukcji spawanych
- Mikołaj Prus-Więckowski – polski inżynier i generał Wojska Polskiego
- Igor Sikorski – konstruktor samolotów i śmigłowców, ojciec awiacji helikopterowej
- Franciszek Szymczyk – polski kolarz, olimpijczyk, działacz sportowy
- Wojciech Świętosławski – polski chemik i biofizyk, profesor Uniwersytetu Warszawskiego i Politechniki Warszawskiej (której w latach 1928–1929 był rektorem), senator RP
- Kazymyr Iwanowycz Patrylak – chemik polskiego pochodzenia
- Lucjan Kaznowski – polski biolog, botanik, i hodowca roślin, dyrektor Państwowego Instytutu Naukowego Gospodarstwa Wiejskiego (PINGW) w Puławach

## Polonica
- W okresie powojennym Politechnika Kijowska wykształciła prawie 300 polskich inżynierów. Od 1922 roku przy Naczelnej Organizacji Technicznej działa Sekcja Wychowanków Politechniki Kijowskiej.
- W 2017 prof. Jan Szmidt otrzymał tytuł doktora honoris causa Politechniki Kijowskiej.